# 向井啓雄
向井 啓雄（むかい ひろお、1919年10月14日 - 1983年）は、ジャーナリスト、翻訳家。ロンドン出身。
1942年、慶應義塾大学英文科卒。45-52年、アメリカピッツバーグ大学でジャーナリズムを学ぶ。54-55年、イギリス、アフリカを視察。同盟通信社、共同通信社、進駐軍施設、凸版印刷などに勤務。

## 著書
- 特殊女性 文藝春秋新社 1955
- とつくにびと 風変りな遊行者 文芸春秋新社 1956
- 異性とつき合う法 光書房 1958
- この国あの国 肴になる話 春陽堂書店 1958
- 新エチケット読本 たのしい暮しのために 知性社 1958 知性選書

## 翻訳
- モスコー殺人事件 アンドリュー・ガーヴ 時事通信社 1956.
- 台風の目 パトリック・ホワイト 三笠書房 1974.
- 生き埋め 長編パニック小説　ジェラルド・A.ブラウン 1977.12 サンケイノベルス

## 参考
- 「特殊女性」著者紹介